# Вайкль, Бернд
Бернд Вайкль (нем. Bernd Weikl, род. 29 июля 1942, Вена) — австрийский оперный певец, баритон, наиболее известный выступлениями в операх Рихарда Вагнера.

## Карьера
Вайкль учился сначала в Майнце, а затем в Ганновере. Дебютировал в Ганновере в 1968 году в роли Отакара в «Вольном стрелке» Вебера и пел в этом театре до 1970 года. В 1970—1973 годах состоял в оперной труппе Дюссельдорфа.
В 1971 году Вайль выступил на Зальцбургском фестивале с партией Мелота в «Тристане и Изольде». На Байройтском фестивале в 1972 году спел Вольфрама в «Тангейзере» и позднее выступал здесь неоднократно. В Ковент-Гардене дебютировал в 1975 году в роли Фигаро в «Севильском цирюльнике». В 1977 году состоялся дебют в Метрополитен-опера (Вольфрам), а в 1980 году — в Ла Скала в роли Форда («Фальстаф»).

## Роли
За свою карьеру Вайкль исполнил более 120 ролей. Особое место занимает роль Ганса Сакса в опере Вагнера «Нюрнбергские мейстерзингеры», эту партию Вайль спел во всех крупных оперных театрах мира. В числе других ролей: заглавные роли в операх «Дон Жуан», «Риголетто», «Евгений Онегин» и «Летучий голландец»; Граф Альмавива («Свадьба Фигаро»), Амфортас («Парсифаль»), Белькоре («Любовный напиток»), граф ди Луна («Трубадур»), Айзенштайн («Летучая мышь»), Голо («Пеллеас и Мелизанда»), Гульельмо («Так поступают все женщины»), Иоканаан («Саломея»), Мандрыка («Арабелла»), Кардинал Мороне («Палестрина»), Родриго («Дон Карлос»), Томский («Пиковая дама»), Зурга («Искатели жемчуга»).

## Некоторые записи
- Вебер: «Вольный стрелок» — Яновиц, Матис, Шрайер, Адам, Вайкль, Фогель, Красс[англ.]; дир. Клайбер, Саксонская государственная капелла — Deutsche Grammophon 1973
- И. Штраус: «Летучая мышь» — Прей, Варади, Попп, Колло, Ребров, Вайкль; дир. Клайбер, Баварская государственная опера — Deutsche Grammophon 1975
- Вольф-Феррари: «Секрет Сюзанны» — Кьяра, Вайкль; дир. Гарделли, Ковент-Гарден — Decca, 1977
- Вагнер: «Парсифаль» — Parsifal Кинг, Молль, Вайкль, Минтон; дир. Кубелик, Симфонический оркестр Баварского радио — Arts Archives, 1980
- Вагнер: «Лоэнгрин» — Гофман, Армстронг[англ.], Вайкль; дир. Нельсон, Байройтский фестиваль — CBS, 1982
- Д’Альбер: «Долина[англ.]» — Вайкль, Мартон, Колло; дир. Яновский, Симфонический оркестр Мюнхенского радио — ARTS, 1983
- Верди: «Риголетто» — Арагаль[англ.], Попп, Вайкль; дир. Гарделли, Симфонический оркестр Мюнхенского радио — RCA, 1984
- Вагнер: «Нюрнбергский мейстерзингеры» — Вайкль, Ерузалем, Прей, Хаггандер, Кларк[англ.]; дир. Штайн, Байройтский фестиваль, пост. В. Вагнера — Unitel, 1984
- К. Орф: Carmina Burana — Андерсон, Крич, Вайкль; дир. Ливайн, Чикагский симфонический оркестр — Deutsche Grammophon, 1984
- Р. Вагнер: «Летучий голландец» — Вайкль, Студер, Зотин, Plácido Domingo, Зейферт[англ.]; дир. Синополи, Берлинская государственная опера — 1991
- Вагнер: «Гибель богов»- Беренс, Голдберг[англ.], Салминен, Шварц[англ.], Студер, Вайкль, Влашиха; дир. Ливайн, Метрополитен-опера — 1991, лауреат Грэмми за лучшую оперную запись (1992)